# Benzopireny
Benzopireny, C20H12 – dwa organiczne związki chemiczne z grupy wielopierścieniowych węglowodorów aromatycznych.
Zbudowane są z pięciu skondensowanych pierścieni benzenowych. Zawierają czteropierścieniowy szkielet pirenu z dołączonym dodatkowym pierścieniem benzenowym. Możliwe są dwa izomery strukturalne, różniące się miejscem przyłączenia pierścienia benzenowego do pirenu.
|                                                |                                       |                            |
| benzo[a]piren C 20H 12 Tt 176–179 °C Tw 495 °C | benzo[e]piren C 20H 12 Tt 178 °C Tw ? | 2H-benzo[cd]piren C 19H 12 |

Występują w dymie podczas spalania niecałkowitego, m.in. w dymie tytoniowym (dym z 1 papierosa zawiera 0,16 μg tej substancji), w smogu powstającym w wyniku niskiej emisji – przede wszystkim wskutek spalania węgla, w mniejszym stopniu – śmieci (najczęściej tworzyw sztucznych) oraz także częściowo jako emisje transportowe. Stężenie benzopirenów w powietrzu jest jednym z parametrów oceny jakości powietrza. Z powodu obecności w dymie, benzopireny dostają się do żywności podczas wędzenia potraw.
Duża ilość benzopirenów, ok. 1,5%, znajduje się w smole pogazowej.

## Rakotwórczość
Oba izomery są klasyfikowane jako mogące wywoływać raka u ludzi (zwrot H350).

### Benzo[a]piren
Rakotwórczość benzo[a]pirenu stwierdzono we wszystkich przeprowadzonych badaniach na zwierzętach (badane były: mysz, szczur, chomik, świnka morska, królik, kaczka, traszka i małpa) przy narażeniu na ten związek różnymi drogami (doustnie, skórnie, inhalacyjnie, dotchawiczo, dooskrzelowo, podskórnie, dootrzewnowo i dożylnie).
Wykazano, że benzo[a]piren jest powiązany z mutacjami charakterystycznymi dla raka płuc.

### Benzo[e]piren
Wg analiz doniesień literaturowych nt. szkodliwości benzo[e]pirenu przeprowadzonej przez IARC, dane doświadczalne są niewystarczające do uznania tego związku za rakotwórczy dla zwierząt.